# Jack Robinson
Jack Robinson (Warrington, Inglaterra, Reino Unido, 1 de septiembre de 1993) es un futbolista británico que milita en el Sheffield United F. C. de la EFL Championship de Inglaterra.
Es el jugador más joven que haya tenido el Liverpool, club en el que debutó. Su debut se produjo a la edad de 16 años y 250 días.
Robinson también jugó para la selección sub-19 de Inglaterra.

## Carrera

### Liverpool
Hizo su debut el 9 de mayo de 2010, entrando en el minuto 87 del último día de la temporada contra el Hull City, entrando como sustituto de Ryan Babel, llegando a ser el jugador más joven en la historia del club, con una edad de 16 años 250 días, batiendo el récord de Max Thompson. Posteriormente se le otorgó el número 49, para participar en la temporada 2010-11.
La primera vez que entrenó con el primer equipo de Rafael Benítez en la Liga Europea de la UEFA en un efrentamiento con el Benfica en Melwood.

## Clubes
| Club                                   | País       | Año       |
| -------------------------------------- | ---------- | --------- |
| Liverpool F. C.                        | Inglaterra | 2010-2014 |
| Wolverhampton Wanderers F. C. (cedido) | Inglaterra | 2013      |
| Blackpool F. C. (cedido)               | Inglaterra | 2013-2014 |
| Queens Park Rangers F. C.              | Inglaterra | 2014-2018 |
| Huddersfield Town A. F. C. (cedido)    | Inglaterra | 2014-2015 |
| Nottingham Forest F. C.                | Inglaterra | 2018-2020 |
| Sheffield United F. C.                 | Inglaterra | 2020-     |